# Fossiles Wasser
Fossiles Wasser ist Wasser in tiefen Gesteinskörpern, das seit der Prähistorie – teils auch deutlich länger – keinen Kontakt mehr mit der Erdatmosphäre oder Oberflächengewässern hatte. Für ein genaues Mindestalter gibt es keine einheitliche Festlegung, nicht selten wird ein frühholozänes Alter, das heißt 10.000 bis 12.000 Jahre, als Richtwert genannt (vgl. → Fossil). Die Bezeichnung fossiles Wasser wird vorwiegend für entsprechend alte meteorische (paläometeorische) Wässer, das heißt vor mindestens mehreren Jahrtausenden versickerte Niederschlagswässer, verwendet. Die Grundwasserleiter dieser auch tiefe Grundwässer (engl. auch old groundwater oder paleowater) genannten Wässer liegen im Bereich von mindestens einigen hundert Metern unterhalb des Niveaus der Oberflächengewässer oder sind anderweitig mehr oder weniger vollständig vom Zufluss von der und Abfluss zur Erdoberfläche isoliert. Aber auch tief versenkte, synsedimentäre (das heißt aus der Zeit der Sedimentation des sie enthaltenden Gesteinskörpers stammende) Porenwässer urzeitlicher Oberflächengewässer, sogenannte konnate Wässer, werden als fossiles Wasser bezeichnet.
Das Alter fossiler Wässer kann radiometrisch oder mithilfe anderer Isotopenuntersuchungen relativ präzise bestimmt werden, und die Menge oder die reine Präsenz bestimmter im Wasser gelöster Stoffe lässt Rückschlüsse auf seine Herkunft (meteorisch vs. konnat) sowie auf die regionalen oder globalen Umweltbedingungen zum Zeitpunkt seiner letztmaligen Teilnahme am Wasserkreislauf oder zum Zeitpunkt seiner Infiltration in den Grundwasserleiter zu.
Fossiles Wasser gilt als „besonders rein“, das heißt, es ist nahezu frei von anthropogenen Verunreinigungen. Andererseits sind viele fossile Wässer, auch solche, die aus meteorischem Wasser hervorgegangen sind, aufgrund ihrer hohen Verweildauer im Untergrund stark mit Mineralien angereichert und nur bedingt als Trinkwasser oder für die Bewässerung nutzbar.

## Vorkommen

Beispiele für verschiedene Grundwassersysteme (;). Beispiel (a) zeigt einen ungespannten (phreatischen), hydraulisch nicht von der oberfläche isolierten Grundwasserleiter in einer Region mit humidem Klima. Beispiel (b) ist ein ähnliches Grundwassersystem, jedoch in einer Region mit semi-aridem bis aridem Klima. Beispiel (c) zeigt einen gespannten, hydraulisch weitgehend von der Oberfläche isolierten Grundwasserleiter. Überwiegend oder ausschließlich fossiles Wasser kommt in den Grundwasserleitern in Beispiel (b) bzw. in den relativ quellnahen Bereichen von Beispiel (c) vor, sofern für (c) angenommen wird, dass die räumliche Distanz zwischen Grundwasserneubildungsgebiet und Quellaustritt oder Entnahmestelle und mithin die zeitliche Distanz zwischen der Infiltration des Grundwassers in den Aquifer und seinem Wiederaustritt an der Quelle oder seiner Entnahme über den künstlich angelegten Brunnen ausreichend groß (viele 100 km bzw. etliche 1000 Jahre) sind.

### Allgemeines
Eine exakte Abgrenzung zwischen meteorischem und fossilem bzw. tiefem Grundwasser „ist vielfach nicht möglich“. Im Bereich des Norddeutschen Tieflandes werden Grundwässer mit hohem Salzgehalt, die in einer Tiefe von mindestens 250 bis 300 Metern unterhalb des Niveaus der Oberflächengewässer vorkommen, als fossiles bzw. tiefes Grundwasser betrachtet. Nach einer Auswertung der Daten von Wasserproben aus weltweit knapp 6500 Grundwasserentnahmestellen in den obersten 1000 Metern der Erdkruste enthalten Grundwasserleiter in mindestens 250 Metern Tiefe im Mittel (Median) mehr als 50 % Wasser, das sich dort spätestens seit der Pleistozän-Holozän-Wende vor 12.000 Jahren befindet. In Grundwasserleitern in mindestens 400 Metern Tiefe sind es im Mittel sogar mehr als 75 %. Auf dieser Grundlage wird konservativ geschätzt, dass ein bedeutender Anteil (42 bis 85 %) der Grundwasservorkommen in den obersten 1000 Metern der Erdkruste fossiles Wasser ist. Zu den Grundwasserleitern, in denen fossiles Wasser einen Anteil von  mehr als 50 % hat, gehören auch solche, aus denen Süßwasser für die industrielle Landwirtschaft gewonnen wird.

### Beispiele
Als Paradebeispiele für Vorkommen fossilen Wassers gelten tiefe Aquifere in ariden Gebieten, speziell in der Sahara und auf der Arabischen Halbinsel und insbesondere der Nubischer-Sandstein-Aquifer in der östlichen Sahara. Diese Aquifere sind oft weniger aus geologischen (d. h. hydraulisch) als vielmehr aus klimatischen Gründen vom Wasserkreislauf isoliert, da die Niederschlagsmengen in diesen Regionen so gering sind, dass Grundwasserneubildung gar nicht oder nur in sehr geringem Umfang erfolgt und somit nahezu sämtliches Wasser in diesen Aquiferen aus den niederschlagsreicheren Zeiten vor dem Anbruch des Holozäns stammt. So sind beim Wasser des Nubischer-Sandstein-Aquifers anhand seines Gehaltes an den „kosmogenen“ radioaktiven Isotopen Chlor-36 (in Form von Chlorid-Ionen) und Krypton-81 Höchstalter von 1 Million Jahren und mehr ermittelt worden. Die tiefen Grundwässer im semiariden bis ariden Norden Chinas hingegen sind allesamt nicht älter als ca. 45.000 Jahre, und zumindest der tiefe Aquifer im nördlichen Teil der Nordchinesischen Ebene ist an den Rändern der Ebene nur teilweise hydraulisch von der Oberfläche isoliert und erhält dort Sickerwasser aus den Alluvialfächern der großen aus dem Taihang-Gebirge austretenden Flüsse. Ähnliche Höchstalter wie für Nordchina sind mittels der Radiokarbonmethode für nicht allzu tiefe (82–152 m unter GOK) Grundwässer im West Canning Basin im Norden von Western Australia ermittelt worden.
Wenngleich das tiefere Grundwasser im Kalahari-Becken aufgrund „seiner sedimentologischen und tektonischen Position und der vorherrschend geringen hydraulischen Gradienten“ als „semi-fossil“ bezeichnet wird, sind dort zumindest nördlich des Okavangodeltas im sogenannten Lower Kalahari Aquifer (LKA; Tiefenbereich der Entnahmestellen 130–250 m), mittels der Chlor-36-Methode überwiegend Grundwasseralter von deutlich über 100.000 Jahren festgestellt worden.
Das bislang älteste bekannte Grundwasser entstammt relativ ergiebigen „Kluftwassertaschen“, die auf der 2900-m-Sohle der Kidd Creek Mine in der Superior-Provinz des Kanadischen Schildes angebohrt wurden. Entsprechende Proben wurden anhand ihres Gehaltes an radiogenen (d. h. dem Zerfall von Uran und Thorium entstammenden) Edelgasisotopen auf ein mittleres Alter von 1,7 Milliarden Jahren (Paläoproterozoikum) datiert.

## Nutzung als Ressource und Probleme durch Übernutzung

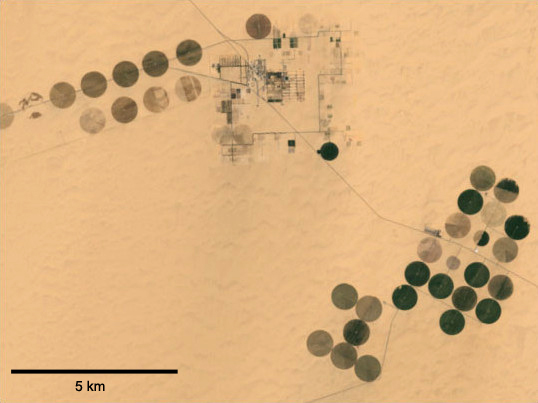
Intensiver Ackerbau mitten in der Wüste, ermöglicht durch Pivot-Bewässerung mit fossilem Grundwasser aus dem Nubischer-Sandstein-Aquifer (Ägypten, unweit der sudanesischen Grenze). Das Satellitenbild zeigt den Zustand von 2001, die Anbaufläche hat sich seither deutlich vergrößert.

In Regionen mit geringen Niederschlagsmengen und kaum vorhandenen Oberflächengewässern dient, sofern sein Gehalt an gelösten Stoffen ausreichend niedrig ist, nicht selten fossiles Wasser als Hauptquelle für die Trinkwasserversorgung der Bevölkerung und/oder für die Bewässerung von Feldern. Problematisch hierbei ist die rezent nur geringumfängliche Grundwasserneubildung in diesen Regionen, die dazu führt, dass die mit moderner Technik über Tiefbohrungen geförderten Grundwasservorräte unter dem Druck einer wachsenden Bevölkerung mit entsprechend wachsendem Wasser- und Nahrungsmittelbedarf zusehends erschöpfen. So ergaben Modellierungen unter den realistischsten klimatischen und sozioökonomischen Parametern, dass auf der Arabischen Halbinsel sämtliche nutzbaren Grundwasservorräte binnen 60 bis 90 Jahren und in Nordafrika binnen 200 bis 350 Jahren vollständig erschöpft sein könnten.
In Nordchina senkten sich bis zum Jahr 2012 die Grundwasserpegel an den Entnahmestellen in den tiefen, fossiles Wasser führenden Aquiferen mit einer Rate von bis zu 4 m/Jahr ab. In der dicht besiedelten Nordchinesischen Ebene führte exzessive Grundwasserentnahme aus dem tiefen Aquifer in den letzten Jahrzehnten des 20. Jahrhunderts lokal zu erheblichen Landsenkungen (durch Abnahme des Porendruckes und resultierender Kompaktion des Aquifergesteins) und zur Versalzung des Grundwassers (u. a. durch Einsickern überlagernder brackischer Grundwässer).

## Natürliche (geogene) und potenzielle anthropogene Kontamination
Abgesehen von einer generell zu hohen Lösungsfracht kann die Nutzung von fossilem Grundwasser durch geogene radioaktive Belastung eingeschränkt sein. So weist Grundwasser aus dem kambro-ordovizischen Disi-Sandstein-Aquifer im Süden Jordaniens, das ansonsten Trinkwasserqualität hat, eine bis zu 20-fach höhere Radium-226- und Radium-228-Aktivität auf als nach internationalen Trinkwasserstandards als unbedenklich eingestuft wird. Um es dennoch als Trinkwasser in dem Wüstenland nutzen zu können, müsste es mit relativ hohem technischen Aufwand aufbereitet werden. Das Radium entstammt dem Zerfall von Uran und Thorium in den Schwermineralen des Aquifer-Sandsteins. Dass es trotz eines eher mobilisationsungünstigen chemischen Milieus (relativ hoher pH-Wert, hohe Sauerstoffsättigung) in vergleichsweise hohem Maße im Wasser vorhanden ist, wird damit erklärt, dass der Aquifer-Sandstein einen sehr geringen Gehalt an Tonmineralpartikeln hat, an deren Oberfläche das Radium wieder adsorbiert werden könnte.
Entgegen der weit verbreiteten Ansicht, dass Aquifere mit fossilem Wasser im Wesentlichen von anthropogener Verschmutzung abgeschirmt seien, konnten in Wässern, deren Anteil zu mehr als 50 % fossil ist, weltweit bei rund der Hälfte der entsprechend untersuchten Entnahmestellen erhöhte Werte von Tritium nachgewiesen werden. Der natürliche Tritium-Anteil in der Erdatmosphäre ist ausgesprochen niedrig. Seit den ersten Tests bestimmter Atomwaffen in den 1950er-Jahren ist der Anteil jedoch künstlich erhöht, und damit auch der Tritium-Anteil in meteorischen Wässern. Ein erhöhter Tritium-Anteil in tiefen Grundwässern, deren Neubildung eigentlich weit vor den 1950er Jahren erfolgt sein sollte, wäre demnach ein Hinweis darauf, dass diese nicht vollständig vom Wasserkreislauf abgeschnitten sind. Somit könnten an der Oberfläche freigesetzte anthropogene Schadstoffe binnen mehrerer Jahrzehnte in diese Aquifere vordringen. Jedoch ist die Häufigkeit von erhöhtem Tritium in Grundwasser, das zu höchstens 50 % fossil ist, genauso hoch wie die in Grundwasser, das zu mehr als 50 % fossil ist. Deshalb erscheint es wahrscheinlicher, dass viele der beprobten Entnahmestellen von Wasser das zu mehr als 50 % fossil ist, nicht ausschließlich Wasser aus den tiefen, tatsächlich weitgehend vom Wasserkreislauf isolierten Aquiferen fördern, sondern dass sie auch flachere Aquifere „anzapfen“, und dass innerhalb der Entnahmestellen eine Vermischung von unterschiedlich alten Grundwässern aus verschieden tiefen Aquiferen erfolgt ist.